# Amphorella iridescens
Amphorella iridescens  (лат.) — вид лёгочных земляных улиток рода Amphorella семейства Ferussaciidae. Этот вид является эндемиком Португалии, обитает на острове Мадейра. Живут в кустарниках. Вид находится под угрозой вымирания из-за разрушения среды обитания. Угрозу для него, в частности, могут представлять инвазивные виды.

## Охранный статус
МСОП присвоил виду охранный статус VU.